# Paedophryne kathismaphlox

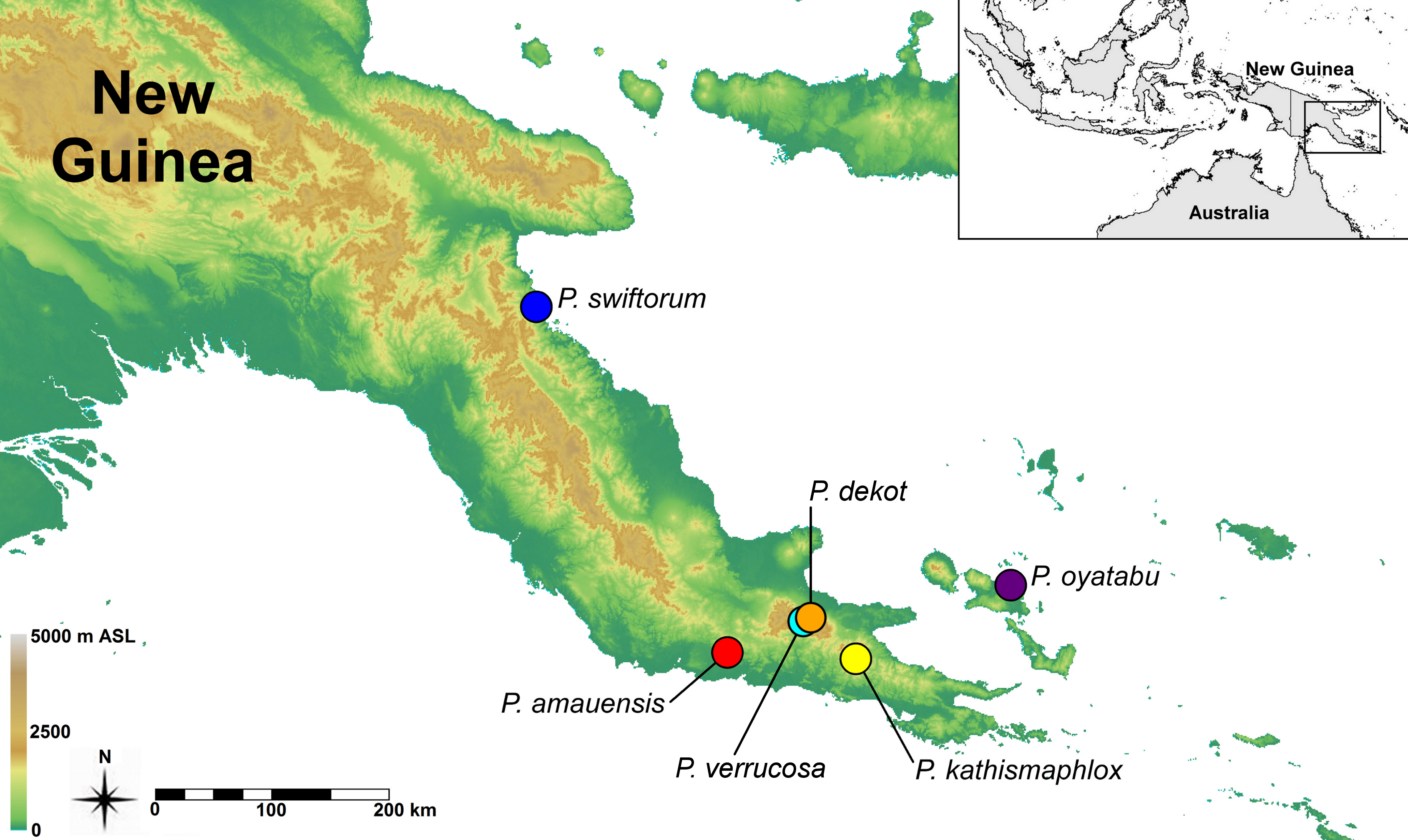
Verbreitung der Paedophryne-Arten in Papua-Neuguinea: Paedophryne kathismaphlox kommt am weitesten südlich vor.

Paedophryne kathismaphlox ist eine im Jahr 2010  beschriebene Art aus der Familie der Engmaulfrösche (Microhylidae). Sie gehört zur Unterfamilie der Papua-Engmaulfrösche (Asterophryinae).

## Merkmale
Alle sechs bisher bekannten Arten der Gattung gehören zu den kleinsten Wirbeltieren der Welt. Bei Paedophryne kathismaphlox werden die Weibchen 10,4–10,9 Millimeter lang, die Männchen bleiben etwas kleiner als die Weibchen und erreichen eine Kopf-Rumpf-Länge von bis zu 10,1 Millimetern.
Die Rückenfärbung von Paedophryne kathismaphlox ist dunkelbraun mit unregelmäßigen schwarzen Flecken. Der Bauch und die Unterseite der Beine sind dunkelbraun und hell weißblau gesprenkelt. An der Rückseite der Arme und an den Oberschenkeln in der Nähe des Afters sind oft ziegelrote Flecken zu finden. Die ersten Finger und Zehen sind wie bei allen Vertretern der Gattung Paedophryne auf ein einziges Glied reduziert. Vor dem Kreuzbein liegen nur sieben Wirbel, anders als bei den meisten anderen Vertretern der Unterfamilie der Papua-Engmaulfrösche. Der zweite Finger und Zeh haben nur je zwei Glieder, ebenso der vierte Finger. Der eingliedrige fünfte Zeh ist ebenfalls reduziert. Das Maul ist relativ breit und gerundet. Die Augen sind verhältnismäßig groß, die Iris ist bei lebenden Exemplaren orange gefärbt, die Pupillen liegen horizontal. Das Tympanum ist klein und kaum sichtbar. Diese Frösche besitzen keine Schwimmhäute.

## Vorkommen
Bisher ist Paedophryne kathismaphlox nur von der Typuslokalität in rund 2170 Metern Seehöhe am Nordhang des Mount Simpson in der Milne Bay Province auf Papua-Neuguinea bekannt. Der Mount Simpson ist 2736 Meter hoch.

## Lebensweise
Die Art lebt auf dem Boden in Streu und abgefallenem Laub. Sie ist dämmerungsaktiv und ernährt sich von verschiedenen Wirbellosen wie beispielsweise kleinen Insekten oder Milben. Die Männchen rufen in sehr hohen Tönen, die denen von stridulierenden Insekten ähneln.

## Systematik und Taxonomie
Die systematische Stellung der Gattung Paedophryne ist noch unklar. Eine Verwandtschaft zur Gattung Cophixalus wird vermutet.
Es wird angenommen, dass die Differenzierung der Gattung in verschiedene Arten vor 23 bis 29 Millionen Jahren begann, als der Teil des Landes, in dem die Vertreter der Gattung beheimatet sind, noch nicht zu Neuguinea gehörte, sondern eine eigene Insel bildete.
Der Artname kathismaphlox, zusammengesetzt aus Altgriechisch kathisma (κάθισμα), in der Bedeutung „Rumpf“, und phlox (φλόξ), was so viel wie „Flamme“ bedeutet, verweist auf die ziegelroten Flecken, die auf den Schenkeln unterhalb des Anus auftreten.
Die Frösche wurden im Jahr 2003 entdeckt und im Jahr 2010 beschrieben.